# Філофорові
Філофорові[усталений термін?] (Phyllophoraceae) — родина червоних водоростей з порядку Gigartinales.

## Перелік родів
Згідно із Шаблон:Bioref :
- Рід Ahnfeltiopsis P.C.Silva & DeCew
- Рід Archestenogramma C.W.Schneider, Chengsupanimit & G.W.Saunders
- Рід Besa Setchell
- Рід Coccotylus Kützing
- Рід Erythrodermis Batters
- Рід Gymnogongrus Martius
- Рід Lukinia Perestenko
- Рід Mastocarpus Kützing
- Рід Ozophora J.Agardh
- Рід Petroglossum Hollenberg
- Рід Phyllophora Greville
- Рід Reingardia Perestenko
- Рід Schottera Guiry & Hollenberg
- Рід Stenogramme Harvey

Згідно ізШаблон:Bioref :
- Рід Actinococcus
- Рід Ahnfeltiopsis
- Рід Besa
- Рід Carpococcus
- Рід Ceratocolax
- Рід Coccotylus
- Рід Erythrodermis
- Рід Gymnogongrus
- Рід Mastocarpus
- Рід Oncotylus
- Рід Ozophora
- Рід Petroglossum
- Рід Phyllophora
- Рід Schottera
- Рід Stenogramme

Згідно ізШаблон:Bioref :
- Рід Ahnfeltia E. M. Fries, 1835
- Рід Ceratocolax Rosenvinge, 1898
- Рід Gymnogongrus C. F. P. Martius, 1833
- Рід Ozophora J. G. Agardh, 1892
- Рід Petroglossum Hollenberg, 1943
- Рід Phyllophora Greville, 1930
- Рід Schottera Guiry & Hollenb.
- Рід Stenogramme W. H. Harvey, 1840

Згідно ізШаблон:Bioref :
- Рід Ahnfeltiopsis
- Рід Archestenogramma
- Рід Besa
- Рід Ceratocolax
- Рід Coccotylus
- Рід Erythrodermis
- Рід Gymnogongrus
- Рід Mastocarpus
  - non-classé Mastocarpus jardinii complex
  - non-classé Mastocarpus papillatus complex
- Рід Ozophora
- Рід Petroglossum
- Рід Phyllophora
- Рід Schottera
- Рід Stenogramme

Згідно ізШаблон:Bioref :
- Рід Ahnfeltiopsis P.C. Silva & DeCew, 1992
- Рід Besa Setchell, 1912
- Рід Ceratocolax Rosenvinge, 1898
- Рід Coccotylus Kützing, 1843
- Рід Erythrodermis Batters, 1900
- Рід Gymnogongrus C.F.P. Martius, 1833
- Рід Mastocarpus Kützing, 1843
- Рід Ozophora J. Agardh, 1892
- Рід Petroglossum Hollenberg, 1943
- Рід Phyllophora Greville, 1830
- Рід Schottera Guiry & Hollenberg, 1975
- Рід Stenogramme Harvey, 1840